# Chaetocladius dentiforceps
Chaetocladius dentiforceps är en tvåvingeart som först beskrevs av Edwards 1929.  Chaetocladius dentiforceps ingår i släktet Chaetocladius och familjen fjädermyggor. Arten är reproducerande i Sverige. Inga underarter finns listade i Catalogue of Life.